# Luptele de pe vechea frontieră din Dobrogea (1916)
Luptele de pe vechea frontieră din Dobrogea a fost o acțiune militară de nivel tactic, desfășurată pe Frontul Român, în timpul campaniei din anul 1916 a participării României la Primul Război Mondial. Ea s-a desfășurat în perioada 31 august/13 septembrie - 1/14 septembrie 1916 și a avut ca rezultat victoria forțelor Puterilor Centrale, în ea fiind angajate forțe române din Divizia 9 Infanterie, Divizia 19 Infanterie, Divizia 1 Voluntari sârbă, Divizia 61 Infanterie rusă și Brigada 5 Călărași  și forțe ale Puterilor Centrale din Divizia 1 Infanterie bulgară, Divizia 4 Infanterie bulgară, Divizia 6 Infanterie bulgară, Divizia Mixtă bulgară și Divizia 1 Cavalerie bulgară. A făcut parte din acțiunile militare care au avut loc în acțiunile militare din Dobrogea.:p. 350

## Comandanți

### Comandanți aliați
- General Nicolae Arghirescu
- General Ioan Basarabescu
- General Panteleimon Nicolaevici Simanski
- Colonel Stevan Hadžić

### Comandanți ai Puterilor Centrale
- General Ianko Draganov
- General Pantelei Kiselov
- General Stefan Popov
- General Todor Kantardjiev
- General Ivan Kolev